# 1988年法國總統選舉
1988年法国总统选举 在1988年4月24日举行第一轮投票，接着在5月8日进行第二轮投票。